# 24 Heures du Mans 1966
Navigation
Édition précédente Édition suivante
Les 24 Heures du Mans 1966 sont la 34e édition de l'épreuve et se déroulent les 18 et 19 juin 1966 sur le circuit de la Sarthe. Cette course est la septième manche du Championnat du monde des voitures de sport 1966 (WSC - World Sportscar Championship).
Après six victoires consécutives de Ferrari au Mans, Ford se lance dans la bataille avec Carroll Shelby, concepteur des Ford GT40 Mk II qui réalisent le triplé à l'arrivée.
La course, menée par l'équipage Ken Miles et Denny Hulme dans la Ford no 1, doit s'achever (suivant une consigne transmise par le stand Ford) par un passage de la ligne d'arrivée des trois Ford groupées, afin que le triomphe de la marque américaine soit partagé et encore plus retentissant. Il est donc demandé à Ken Miles de ralentir dans le dernier tour pour que la Ford no 2 de Bruce McLaren et Chris Amon arrive à sa hauteur, avant de passer sous le drapeau à damier juste devant elle pour s'imposer. Les raisons qui font que McLaren est passé devant sont inconnues car Ford avait promis de garder Miles en tête. Certaines versions des faits racontent que Miles, dépité d'avoir reçu cette consigne, a saboté sa victoire en levant le pied au dernier moment. Une autre version dit que c'est McLaren qui n'aurait pas résisté à passer devant, enivré par la victoire et la gloire. Mais aucune version n'est réellement avérée. Cet épisode de la course automobile est relaté de façon romancée dans le film Le Mans 66 sorti en 2019.

## Nombre de pilotes qualifiés pour la course
Lors de cette édition 1966 des 24 Heures du Mans, 110 pilotes s'élancent de la grille de départ.
| 33 Français  | 18 Américains | 16 Britanniques | 9 Italiens      | 8 Belges       |
| 7 Allemands  | 5 Suisses     | 3 Australiens   | 3 Néo-Zélandais | 2 Suédois      |
| 1 Autrichien | 1 Finlandais  | 1 Irlandais     | 1 Mexicain      | 1 Sud-Africain |

## Classement final de la course

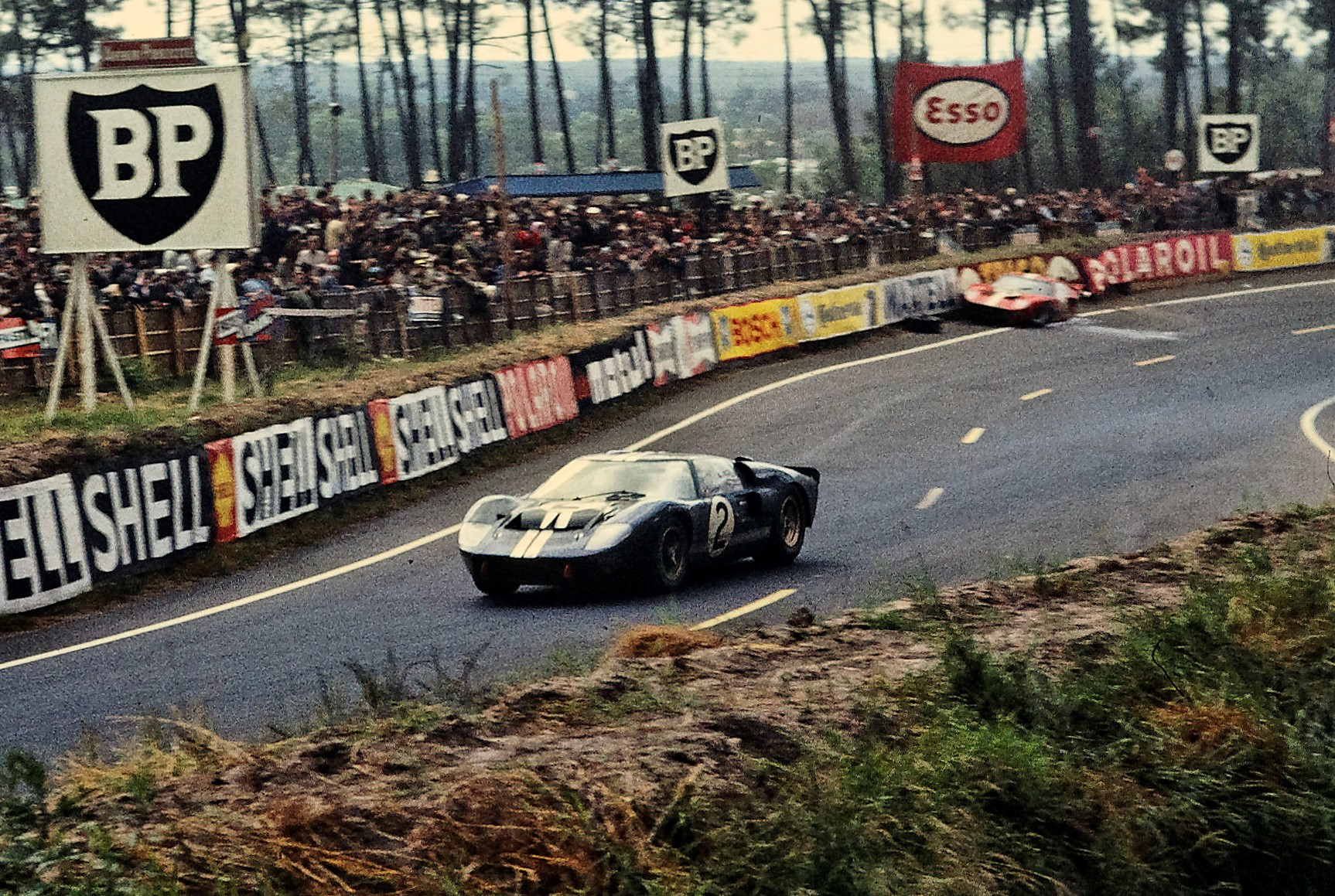
La Ford GT40 Mk.II no 2, victorieuse de l'édition 1966.

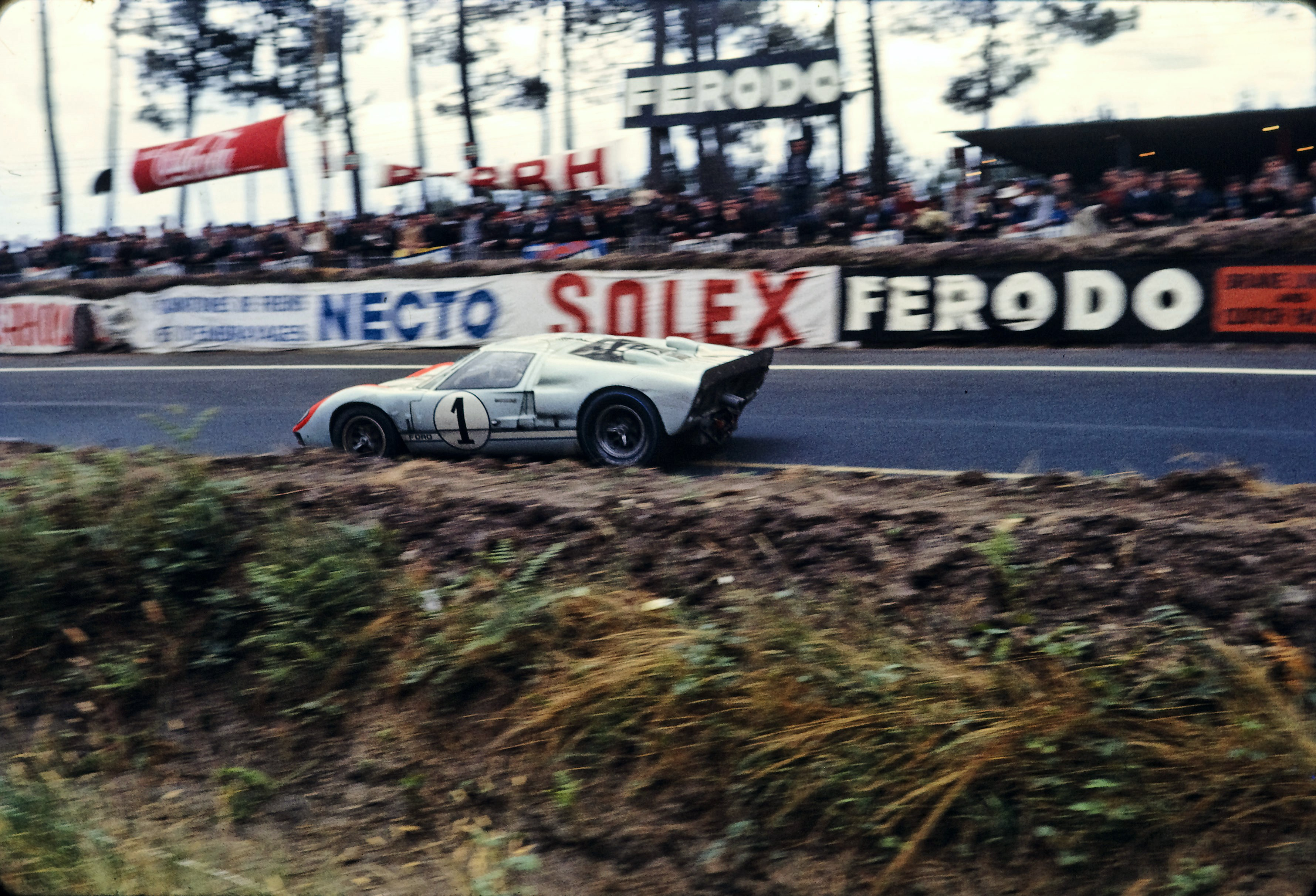
La Ford GT40 Mk.II no 1.

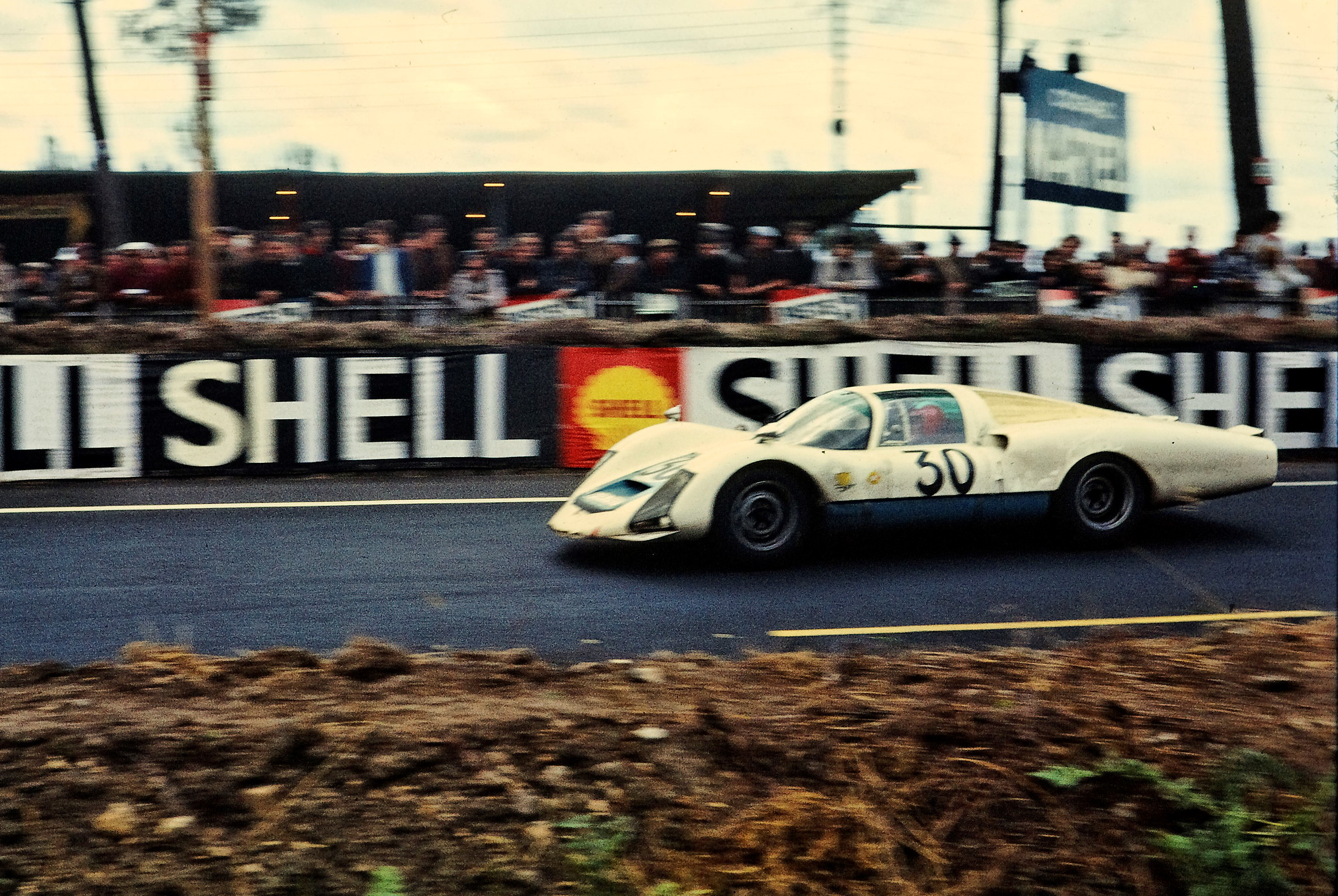
La Porsche 906 no 30.

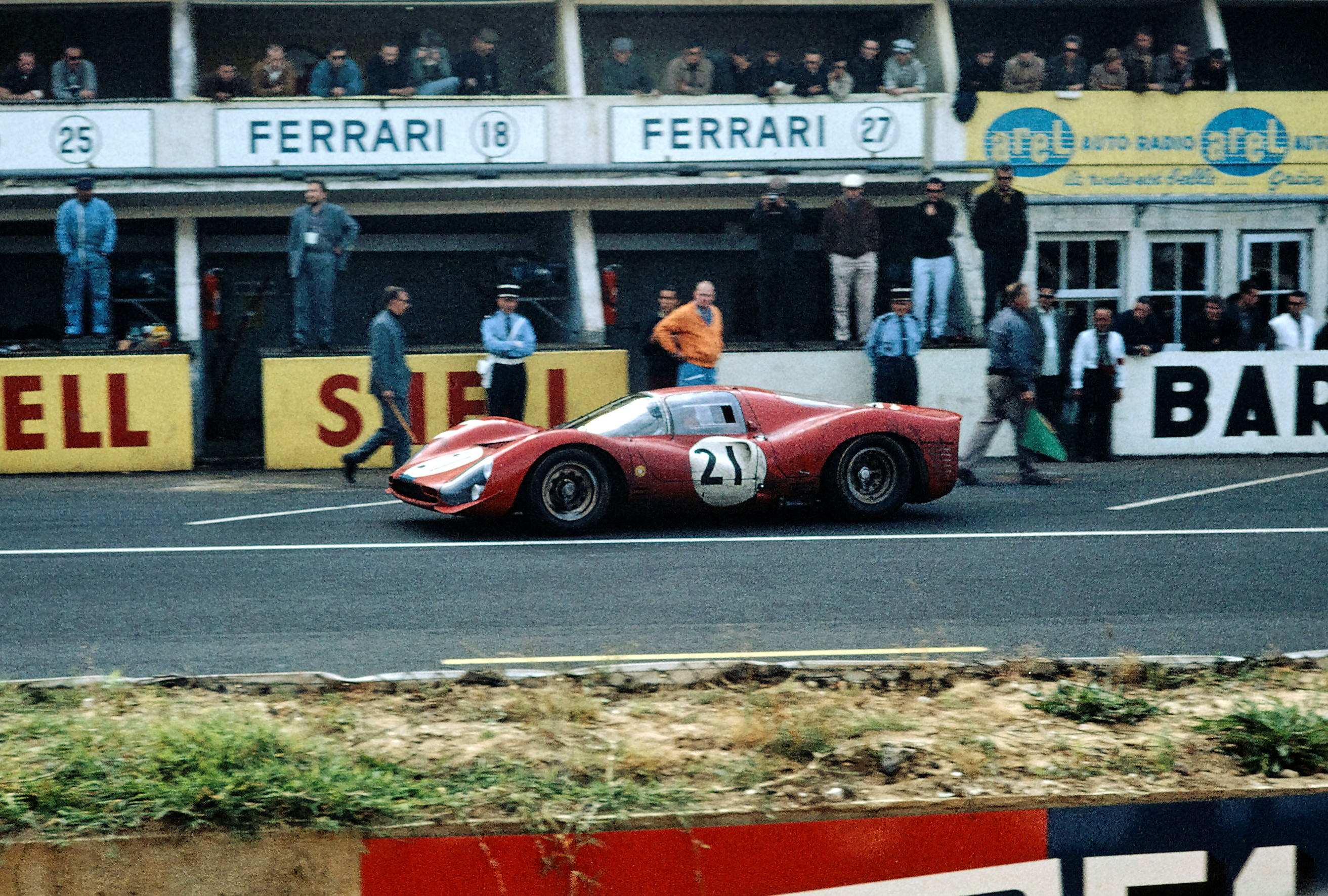
La Ferrari 330 P3, no 21.

| Pos. | Catégorie | no | Écurie                                                   | Pilotes                                         | Châssis                      | Moteur              | Pneus | Tours |
| ---- | --------- | -- | -------------------------------------------------------- | ----------------------------------------------- | ---------------------------- | ------------------- | ----- | ----- |
| 1    | P +5.0    | 2  | Shelby-American Inc.                                     | Bruce McLaren Chris Amon                        | Ford GT40 Mk II              | Ford 7.0L V8        | G     | 360   |
| 2    | P +5.0    | 1  | Shelby-American Inc.                                     | Ken Miles Denny Hulme                           | Ford GT40 Mk II              | Ford 7.0L V8        | G     | 360   |
| 3    | P +5.0    | 5  | Holman & Moody / Essex Wire Corp.                        | Ronnie Bucknum Richard Hutcherson (en)          | Ford GT40 Mk II              | Ford 7.0L V8        | G     | 348   |
| 4    | P 2.0     | 30 | Porsche System Engineering                               | Jo Siffert Colin Davis                          | Porsche 906/6L Carrera 6     | Porsche 2.0L Flat-6 | D     | 339   |
| 5    | P 2.0     | 31 | Porsche System Engineering                               | Hans Herrmann Herbert Linge                     | Porsche 906/6L Carrera 6     | Porsche 2.0L Flat-6 | D     | 338   |
| 6    | P 2.0     | 32 | Porsche System Engineering                               | Udo Schütz Peter de Klerk                       | Porsche 906/6L Carrera 6     | Porsche 2.0L Flat-6 | D     | 337   |
| 7    | S 2.0     | 58 | Porsche System Engineering                               | Günter Klass Rolf Stommelen                     | Porsche 906/6 Carrera 6      | Porsche 2.0L Flat-6 | D     | 330   |
| 8    | GT 5.0    | 29 | Maranello Concessionaires                                | Piers Courage Roy Pike (de)                     | Ferrari 275 GTB/C            | Ferrari 3.3L V12    | D     | 310   |
| 9    | P 1.3     | 62 | Société des Automobiles Alpine                           | Henri Grandsire Leo Cella                       | Alpine A210                  | Renault 1.3L I4     | D     | 311   |
| 10   | GT 5.0    | 57 | Écurie Francorchamps                                     | Pierre Noblet Claude Dubois                     | Ferrari 275 GTB              | Ferrari 3.3L V12    | D     | 310   |
| 11   | P 1.3     | 44 | Écurie Savin-Calberson                                   | Jacques Cheinisse Roger de Lageneste            | Alpine A210                  | Renault 1.3L I4     | D     | 307   |
| 12   | P 1.3     | 45 | Société des Automobiles Alpine                           | Guy Verrier Robert Bouharde (de)                | Alpine A210                  | Renault 1.3L I4     | D     | 307   |
| 13   | P 1.3     | 46 | Société des Automobiles Alpine                           | Mauro Bianchi Jean Vinatier                     | Alpine A210                  | Renault 1.3L I4     | D     | 306   |
| 14   | GT 2.0    | 35 | « J. Franc »                                             | Jacques Dewez (de) Jean Kerguen (de)            | Porsche 911S                 | Porsche 2.0L Flat-6 | D     | 284   |
| 15   | P 1.3     | 50 | Jean-Louis Marnat & Cie                                  | Claude Ballot-Léna Jean-Louis Marnat            | Marcos Mini Marcos GT 2+2    | BMC 1.3L I4         | D     | 258   |
| Abd. | S 2.0     | 33 | Porsche System Engineering                               | Peter Gregg Sten Axelsson                       | Porsche 906/6 Carrera 6      | Porsche 2.0L Flat-6 | D     | 321   |
| Abd. | P +5.0    | 3  | Shelby-American Inc.                                     | Dan Gurney Jerry Grant (en)                     | Ford GT40 Mk II              | Ford 7.0L V8        | G     | 257   |
| Abd. | P 1.3     | 49 | Donald Healey Motor Company                              | Paddy Hopkirk Andrew Hedges (de)                | Austin-Healey Sprite Le Mans | BMC 1.3L I4         | D     | 237   |
| Abd. | S 5.0     | 14 | Scuderia Filipinetti F.R. English Ltd. / Comstock Racing | Peter Sutcliffe (en) Dieter Spoerry (pl)        | Ford GT40 Mk I               | Ford 4.7L V8        | G     | 233   |
| Abd. | P 5.0     | 21 | SpA Ferrari SEFAC                                        | Lorenzo Bandini Jean Guichet                    | Ferrari 330 P3               | Ferrari 4.0L V12    | F     | 226   |
| Abd. | GT 5.0    | 26 | Ed Hugus                                                 | Giampiero Biscaldi (de) Michel de Bourbon-Parma | Ferrari 275 GTB              | Ferrari 3.3L V12    | G     | 218   |
| Abd. | S 5.0     | 28 | Équipe Nationale Belge                                   | Gustave Gosselin Eric de Keyn (pl)              | Ferrari 275LM                | Ferrari 3.3L V12    | D     | 218   |
| Abd. | P 1.3     | 47 | Société des Automobiles Alpine                           | Berndt Jansson Paul Toivonen                    | Alpine A210                  | Renault 1.3L I4     | D     | 217   |
| Abd. | S 5.0     | 59 | Essex Wire Corporation                                   | Peter Revson Skip Scott                         | Ford GT40 Mk I               | Ford 4.7L V8        | F     | 212   |
| Abd. | S 5.0     | 15 | Ford France S.A.                                         | Guy Ligier Bob Grossman                         | Ford GT40 Mk I               | Ford 4.7L V8        | G     | 205   |
| Abd. | P 5.0     | 19 | Scuderia Filipinetti                                     | Willy Mairesse Herbert Müller                   | Ferrari 365 P2/P3            | Ferrari 4.4L V12    | G     | 166   |
| Abd. | S 5.0     | 60 | Essex Wire Corporation                                   | Jochen Neerpasch Jacky Ickx                     | Ford GT40 Mk I               | Ford 4.7L V8        | F     | 154   |
| Abd. | P 5.0     | 27 | North American Racing Team (NART)                        | Richie Ginther Pedro Rodríguez                  | Ferrari 330 P3 Spyder        | Ferrari 4.0L V12    | F     | 151   |
| Abd. | P 1.3     | 48 | Donald Healey Motor Company                              | John Rhodes Clive Baker                         | Austin-Healey Sprite Le Mans | BMC 1.3L I4         | D     | 134   |
| Abd. | P 5.0     | 17 | Écurie Francorchamps                                     | Jean Blaton Pierre Dumay                        | Ferrari 365 P2/P3            | Ferrari 4.4L V12    | D     | 129   |
| Abd. | P 5.0     | 20 | SpA Ferrari SEFAC                                        | Ludovico Scarfiotti Mike Parkes                 | Ferrari 330 P3               | Ferrari 4.0L V12    | F     | 123   |
| Abd. | P 1.15    | 55 | Société des Automobiles Alpine                           | André de Cortanze Jean-Pierre Hanrioud          | Alpine A210                  | Renault 1.0L I4     | D     | 118   |
| Abd. | P 2.0     | 41 | Matra Sports SARL                                        | Johnny Servoz-Gavin Jean-Pierre Beltoise        | Matra M620                   | BRM 1.9L V8         | F     | 112   |
| Abd. | P +5.0    | 9  | Chaparral Cars Inc.                                      | Phil Hill Joakim Bonnier                        | Chaparral 2D                 | Chevrolet 5.4L V8   | F     | 111   |
| Abd. | P +5.0    | 7  | Alan Mann Racing Ltd.                                    | Graham Hill Brian Muir                          | Ford GT40 Mk II              | Ford 7.0L V8        | G     | 110   |
| Abd. | P 2.0     | 34 | Auguste Veuillet                                         | Robert Buchet Gerhard Koch (de)                 | Porsche 906/6 Carrera 6      | Porsche 2.0L Flat-6 | D     | 110   |
| Abd. | P 2.0     | 42 | Matra Sports SARL                                        | Jo Schlesser Alan Rees                          | Matra M620                   | BRM 1.9L V8         | F     | 100   |
| Abd. | P +5.0    | 6  | Holman & Moody                                           | Mario Andretti Lucien Bianchi                   | Ford GT40 Mk II              | Ford 7.0L V8        | F     | 97    |
| Abd. | P 1.15    | 53 | S.E.C. Automobiles CD                                    | Georges Heligouin (de) Johnny Rives             | CD SP66                      | Peugeot 1.1L I4     | D     | 91    |
| Abd. | P 5.0     | 18 | North American Racing Team (NART)                        | Masten Gregory Bob Bondurant                    | Ferrari 365 P2               | Ferrari 4.4L V12    | G     | 88    |
| Abd. | P 1.15    | 51 | S.E.C. Automobiles CD                                    | Claude Laurent Jean-Claude Ogier                | CD SP66                      | Peugeot 1.1L I4     | D     | 54    |
| Abd. | P 1.3     | 54 | North American Racing Team (NART)                        | François Pasquier Robert Mieusset               | ASA RB613                    | Ferrari 1.3L I4     | D     | 50    |
| Abd. | P 5.0     | 24 | Scuderia San Marco                                       | Jean-Claude Sauer Jean de Mortemart             | Serenissima Jungla GT Spyder | ATS 3.5L V8         | D     | 40    |
| Abd. | P +5.0    | 11 | Prototip Bizzarrini SRL                                  | Sam Posey Massimo Natili                        | Bizzarrini 5300 GT           | Chevrolet 5.4L V8   | D     | 39    |
| Abd. | P 2.0     | 43 | Matra Sports SARL                                        | Jean-Pierre Jaussaud Henri Pescarolo            | Matra M620                   | BRM 1.9L V8         | F     | 38    |
| Abd. | P 5.0     | 16 | Maranello Concessionaires                                | Richard Attwood David Piper                     | Ferrari 365 P2 Spyder        | Ferrari 4.4L V12    | D     | 33    |
| Abd. | P 1.3     | 61 | ASA                                                      | Spartaco Dini (de) Ignazio Giunti               | ASA RB613                    | Ferrari 1.3L I4     | G     | 31    |
| Abd. | P +5.0    | 8  | Alan Mann Racing Ltd.                                    | Sir John Whitmore Frank Gardner                 | Ford GT40 Mk II              | Ford 7.0L V8        | G     | 31    |
| Abd. | P 1.15    | 52 | S.E.C. Automobiles CD                                    | Pierre Lelong (de) Alain Bertaut (de)           | CD SP66                      | Peugeot 1.1L I4     | D     | 19    |
| Abd. | P 2.0     | 36 | Maranello Concessionaires                                | Mike Salmon (en) David Hobbs                    | Ferrari Dino 206S            | Ferrari 2.0L V6     | D     | 14    |
| Abd. | P +5.0    | 4  | Holman & Moody                                           | Mark Donohue Paul Hawkins                       | Ford GT40 Mk II              | Ford 7.0L V8        | G     | 12    |
| Abd. | P 2.0     | 38 | North American Racing Team (NART)                        | Charlie Kolb George Follmer                     | Ferrari Dino 206S            | Ferrari 2.0L V6     | G     | 9     |
| Abd. | P +5.0    | 10 | Prototip Bizzarrini SRL                                  | Edgar Berney André Wicky                        | Bizzarrini P538              | Chevrolet 5.4L V8   | D     | 8     |
| Abd. | S 5.0     | 12 | F.R. English Ltd. \ Comstock Racing                      | Innes Ireland Jochen Rindt                      | Ford GT40 Mk I               | Ford 4.7L V8        | F     | 8     |
| Abd. | P 2.0     | 25 | Scuderia San Marco North American Racing Team (NART)     | Nino Vaccarella Mario Casoni                    | Ferrari Dino 206S            | Ferrari 2.0L V6     | G     | 7     |

Note :
- Dans la colonne Pneus[2] apparaît l'initiale du fournisseur, il suffit de placer le pointeur au-dessus du modèle pour connaître le manufacturier de pneumatiques.

## Pole position et record du tour
- Pole position :  Dan Gurney (no 3, Ford GT40 Mk.II, Shelby-American Inc.) en 3 min 30 s 6 (230,103 km/h)
- Meilleur tour en course :  Dan Gurney (no 3, Ford GT40 Mk.II, Shelby-American Inc.) en 3 min 30 s 6 (230,103 km/h) au trente-neuvième tour

## Prix et trophées
- Victoire au classement à l'indice de rendement énergétique :  Écurie Savin-Calberson (no 44, Alpine A210)
- Victoire au classement à l'indice de performance :  Porsche System Engineering (no 30, Porsche 906/6LH)

## Heures en tête
| no | Voiture         | Écurie                     | Pilotes                        | Heures                              | Total     |
| -- | --------------- | -------------------------- | ------------------------------ | ----------------------------------- | --------- |
| 3  | Ford GT40 Mk II | Shelby-American Inc.       | Dan Gurney Jerry Grant         | 1re à 2e 9e 14e à 15e 17e           | 6 heures  |
| 1  | Ford GT40 Mk II | Shelby-American Inc.       | Ken Miles Denny Hulme          | 3e à 5e 7e à 8e 10e à 13e 22e à 23e | 11 heures |
| 27 | Ferrari 330 P3  | North American Racing Team | Richie Ginther Pedro Rodríguez | 6e                                  | 1 heure   |
| 2  | Ford GT40 Mk II | Shelby-American Inc.       | Bruce McLaren Chris Amon       | 16e 18e à 21e 24e                   | 6 heures  |

## À noter
- Longueur du circuit : 13,461 km
- Distance parcourue : 4 843,090 km
- Vitesse moyenne : 201,795 km/h
- Écart avec le 2e : 0,020 km
- 350 000 spectateurs

### Filmographie
- 2019 : Le Mans 66 de James Mangold